# Ruido (comunicación)
En comunicación, se denomina ruido a toda señal no deseada que se mezcla con la señal útil que se quiere transmitir. Es el resultado de diversos tipos de perturbaciones que tiende a enmascarar la información cuando se presenta en la banda de frecuencias del espectro de la señal, es decir, dentro de su ancho de banda.

## Causas
El ruido se debe a múltiples causas: a los componentes electrónicos (amplificadores), al ruido térmico de los resistores, a las interferencias de señales externas, etc. Es imposible eliminar totalmente el ruido, ya que los componentes electrónicos no son perfectos. Sin embargo, es posible limitar su valor de manera que la calidad de la comunicación resulte aceptable.

## Sobre el ruido
Para medir la influencia del ruido sobre la señal se utiliza la relación señal/ruido, que generalmente se maneja en decibelios (dB). Como potencia de la señal se adopta generalmente la potencia de un tono de pruebas que se inyecta en el canal. La potencia del ruido suele medirse a la entrada del receptor, cuando por él no se emite dicho tono. Cuando se transmiten señales digitales por un canal, el efecto del ruido se pone de manifiesto en el número de errores que comete el receptor. Se deduce inmediatamente que dicho número es tanto mayor cuanto más grande sea la probabilidad de error.
La probabilidad de error depende del valor de la relación señal/ruido. Cuanto mayor sea esta relación, más destaca la señal sobre el ruido y, por tanto, menor es la probabilidad de error.  Cuando el ruido se añade a una señal con distorsión, la probabilidad de error crece rápidamente.
La distorsión que produce el ruido en una determinada comunicación depende de su potencia, de su distribución espectral respecto al ancho de banda de la señal, y de la propia naturaleza de información que transporta. El ruido afecta de diferente manera a la información que transportan las señales analógicas que a la codificada mediante señales digitales. Esta es la causa por la que se ha establecido una tipificación básica de los canales: los canales analógicos no es buena(con amplificación) y los canales digitales (con regeneración).

## Ruido en los canales telefónicos
Diafonía o cruce aparente: es ocasionada por las interferencias que producen otros pares de hilos telefónicos próximos (conocida como cruce de líneas o crosstalk). Es un fenómeno mediante el cual una señal que transita por un circuito se induce en otro que discurre paralelo, perturbándolo.
Si las señales inducidas se pueden entender, se denomina «diafonía inteligible». Este es un fenómeno muy perjudicial ya que afecta al secreto de las telecomunicaciones. La diafonía próxima se denomina «paradifonía» y la que se observa en el extremo remoto «telediafonía».
Eco: es una señal de las mismas características que la original, pero atenuada y retardada respecto a ella. El efecto nocivo del eco afecta tanto a las conversaciones telefónicas como a la transmisión de datos y es mayor cuanto menos "atenuada" y más "retardada" llega la señal del eco. El eco puede ser del que habla y del que escucha, según el modo de afectar a los interlocutores. El eco del que escucha es el que más perjudica a las comunicaciones de datos.
Para que las señales del eco reflejadas se reciban con un retardo "apreciable" han de recorrer grandes distancias, por ejemplo, en las comunicaciones intercontinentales o vía satélite. Una solución que se implantó en los circuitos telefónicos para evitar el eco en estos casos consistió en instalar un elemento denominado "supresor de eco", que era un dispositivo que impedía la transmisión simultánea en ambos sentidos. Evidentemente, era necesario inhibir estos dispositivos cuando se establecían por canales telefónicos circuitos de datos en modo dúplex mediante módem. Los propios módem inhibían a los supresores de eco emitiendo un tono especial.

## Tipos de ruido
Ruido de disparo
El ruido de disparo es un ruido electromagnético no correlacionado, también llamado ruido de transistor, producido por la llegada aleatoria de componentes portadores (electrones y huecos) en el elemento de salida de un dispositivo, como ser un diodo, un transistor (de efecto de campo o bipolar) o un tubo de vacío. El ruido de disparo está yuxtapuesto a cualquier ruido presente, y se puede demostrar que es aditivo respecto al ruido térmico y a él mismo.
Ruido de Johnson-Nyquist
También conocido como ruido termal es el ruido generado por el equilibrio de las fluctuaciones de la corriente eléctrica dentro de un conductor eléctrico, el cual tiene lugar bajo cualquier voltaje, debido al movimiento térmico aleatorio de los electrones.
Ruido de parpadeo
Es una señal o proceso con una frecuencia de espectro que cae constantemente a altas frecuencias con un espectro rosa.
Ruido a ráfagas
Este ruido consiste en unas sucesiones de escalones en transiciones entre dos o más niveles (no gaussianos), tan altos como varios cientos de milivoltios, en tiempos aleatorios e impredecibles.
Ruido de tránsito
Está producido por la agitación a la que se encuentra sometida la corriente de electrones desde que entra hasta que sale del dispositivo, lo que produce una variación aleatoria irregular de la energía con respuesta plana.
Ruido de intermodulación
Es la energía generada por las sumas y las diferencias creadas por la amplificación de dos o más frecuencias en un amplificador no lineal.

## Medida
Es medido en vatios de potencia. Como el ruido es un proceso aleatorio, puede ser caracterizado por variables como varianza, distribución y destino espectral.
La distribución espectral del ruido puede variar por la frecuencia, y su densidad de potencial es medida en vatios por herzio Error al representar (SVG (MathML puede ser habilitado mediante un plugin de navegador): respuesta no válida («Math extension cannot connect to Restbase.») del servidor «http://localhost:6011/es.wikipedia.org/v1/»:): {\displaystyle \left( \frac{W}{Hz}\right)}
. 
Como la potencia de un elemento resistivo es proporcional a la raíz cuadrada del voltaje alrededor del elemento, la densidad de voltaje del ruido podría escribirse como {\displaystyle \left({\frac {V}{\sqrt {Hz}}}\right)}.

## Factor del ruido
La magnitud del ruido generado por un dispositivo electrónico, por ejemplo un amplificador, se puede expresar mediante el denominado factor del ruido (F), que es el resultado de dividir la relación señal/ruido en la entrada (S/R)ent por la relación señal/ruido en la salida (S/R)sal, cuando los valores del señal y el ruido se expresan en número simples:
{\displaystyle F={\frac {(S/R)ent}{(S/R)sal}}}
Por otro lado, con los valores de relación señal/ruido suelen expresarse en forma logarítmica, normalmente en decibelios, el factor del ruido en decibelios será, por lo tanto, la diferencia entre las relaciones S/R en la entrada y en la salida del elemento bajo esta prueba:
{\displaystyle \cdot \ F=10\log {F}} Db
El factor del ruido se expresa en decibelios y se llama figura del ruido.
El factor del ruido es un parámetro importante en los sistemas de transmisión, ya que mientras el ruido externo nunca se podrá eliminar totalmente, la reducción del ruido generado por los equipos dependen de su diseño.

## La relación entre la señal y el ruido
Una de las formas más usuales de medir los niveles de ruido, es comparándolos con los niveles de la señal. De este modo, nos independizamos de sus valores absolutos para ponerlo en comparación con la señal.